# Seznam ministerských předsedů Rakouska-Uherska

Velký státní znak Rakouska-Uherska.

Toto je seznam ministerských předsedů Rakousko-Uherska, respektive seznam ministrů zahraničí Rakouska-Uherska. 
Po rakousko-uherském vyrovnání z roku 1867 měly obě poloviny říše vlastního, panovníkem jmenovaného ministerského předsedu, který také císaři navrhoval složení své vlády. Z tohoto dualismu byla vyňata ministerstva zahraničí a císařského dvora, války a financí. Ministr zahraničí byl zároveň předsedou ministerské rady pro společné záležitosti. Obsazování těchto postů bylo pravomocí panovníka.

## Předsedové ministerské rady pro společné záležitosti
- Friedrich Ferdinand von Beust: 30. prosinec 1867 – 8. listopad 1871
- Gyula Andrássy: 14. listopad 1871 – 2. říjen 1879
- Heinrich Karl von Haymerle: 8. říjen 1879 – 10. říjen 1881

* Benjámin Kállay: 10. říjen 1881 - 20. listopad 1881 (jako úředník ministerstva dočasně pověřen řízením rezortu)
- Gustav Kálnoky: 20. listopad 1881 – 2. květen 1895
- Agenor Gołuchowski : 16. květen 1895 – 24. říjen 1906
- Alois Lexa von Aehrenthal: 24. říjen 1906 – 17. únor 1912
- Leopold Berchtold: 17. únor 1912 – 13. leden 1915
- István Burián: 13. leden 1915 – 22. prosinec 1916
- Ottokar Czernin: 22. prosinec 1916 – 14. duben 1918
- István Burián: 16. duben 1918 – 24. říjen 1918
- Gyula Andrássy: 24. říjen 1918 – 1. listopad 1918
- Ludwig von Flotow: 2. listopad 1918 – 11. listopad 1918

## Ministerští předsedové Předlitavska (Rakouska)
viz seznam ministerských předsedů Předlitavska

## Ministerští předsedovéZalitavska(Uherska)
viz seznam premiérů Maďarska